# Remi Wolf
Remi Francis Wolf (Palo Alto, 2 febbraio 1996) è una cantante statunitense.

## Biografia
Remi Wolf ha fatto il suo esordio discografico con l'album in studio Juno (2021), accolto positivamente dalla critica specializzata. Photo ID, contenuto nell'EP I'm Allergic to Dogs! (2020), ha ricevuto la certificazione d'oro sia dalla Australian Recording Industry Association che dalla Recording Industry Association of America. È stata candidata sia agli MTV Europe Music Awards che agli MTV Video Music Awards.
Big Ideas, reso disponibile nel luglio 2024 e acclamato dalla critica, ha fatto l'entrata nella Billboard 200 alla 95ª posizione. A supporto dell'LP l'artista ha imbarcato una tournée.

## Discografia

### Album in studio
- 2021 – Juno
- 2024 – Big Ideas

### EP
- 2020 – I'm Allergic to Dogs!
- 2022 – Live at Electric Lady

### Singoli
- 2019 – Guy
- 2019 – Sauce
- 2019 – Shawty
- 2019 – Rufufus
- 2019 – You're a Dog!
- 2019 – Bad Behavior (con Austin Millz)
- 2020 – Monte Carlo
- 2021 – OK (con i Wallows e Solomonophonic)
- 2021 – Photo ID (con Dominic Fike)
- 2021 – Liz
- 2022 – Pool (con Still Woozy)
- 2022 – Michael
- 2022 – Last Christmas/Winter Wonderland
- 2023 – Hospital (One Man Down) (con Madison Cunningham)
- 2023 – Prescription
- 2024 – How Sweet It Is (to Be Loved by You)

## Tournée
- 2022 – Gwingle Gwongle Tour
- 2024 – Big Ideas Tour